# Keith McDermott
Keith McDermott (Houston, Texas, 28 de Setembro de 1953) é um actor e escritor norte-americano.
Keith nasceu no Texas e formou-se na Escola de Teatro da Universidade de Ohio. Na década de 1970 viveu com o escritor Edmund White, em Nova Iorque, e contracenou com Richard Burton na peça Equus, na Broadway. Foi também actor no filme Without a Trace (1983) de Stanley R. Jaffe.
É autor dos romances Acqua Calda (Carroll & Graf Publishers, 2006) e Lessons from Our Fathers (Durban House Publishing, 2006).